# Pinguicula lilacina
Pinguicula lilacina este o specie de plante carnivore din genul Pinguicula, familia Lentibulariaceae, ordinul Lamiales, descrisă de Diederich Franz Leonhard von Schlechtendal și Amp; Cham.. Conform Catalogue of Life specia Pinguicula lilacina nu are subspecii cunoscute.